# Eulophia distans
Eulophia distans är en orkidéart som först beskrevs av Victor Samuel Summerhayes, och fick sitt nu gällande namn av Ined. Eulophia distans ingår i släktet Eulophia och familjen orkidéer.
Artens utbredningsområde är Sierra Leone. Inga underarter finns listade i Catalogue of Life.